# Конюги
Коню́ги (лат. Aethia) — род птиц из семейства чистиковых (Alcidae).

## Внешний вид и строение
Конюги наиболее мелкие чистиковые. Длина их тела составляет от 19 до 25 см. Окраса буровато-серый. Спина темнее брюха. В период размножения на головах конюг появляются украшения — чёрные хохолки и длинные белые косицы из перьев, а клюв делается оранжевым или красным.

## Распространение и места обитания
Обитают на севере Тихого океана (побережья Азии и Северной Америки, а также открытое море).
Все виды гнездятся колониями на прибрежных скалах или каменных россыпях. Зиму почти все они проводят в открытом океане.

## Размножение и развитие
Делают гнёзда в расщелинах скал или среди камней. Самки откладывают по одному яйцу. Птенцы покидают гнездо, когда у них появляется возможность летать.

## Питание
Кормятся различным зоопланктоном.

## Конюги и человек
Кое-где эти птицы добываются ради мяса.

## Виды
Международный союз орнитологов выделяет четыре вида:
- Белобрюшка (Aethia psittacula)
- Большая конюга (Aethia cristatella)
- Малая конюга (Aethia pygmaea)
- Конюга-крошка (Aethia pusilla)

## Иллюстрации

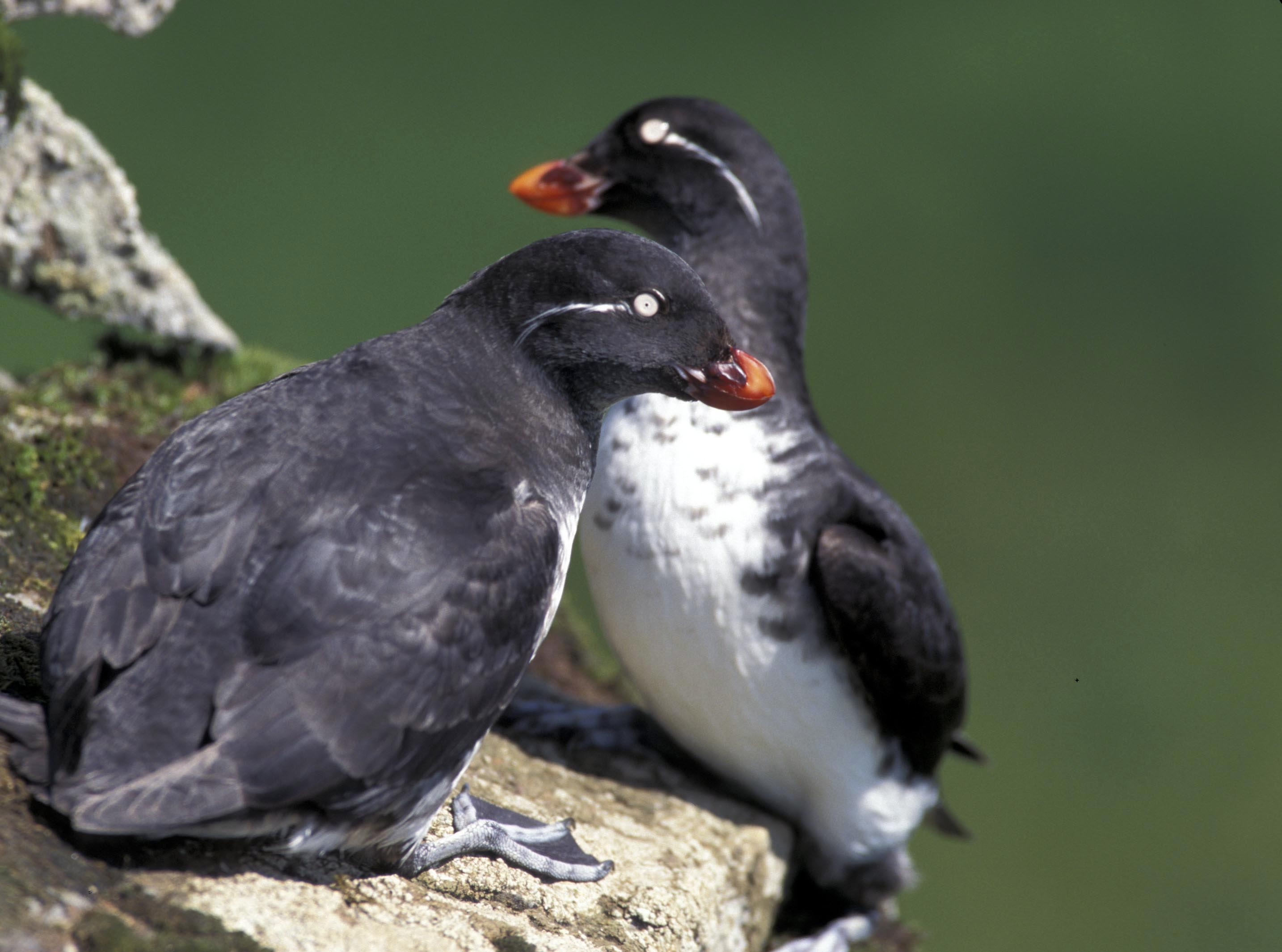
Белобрюшка
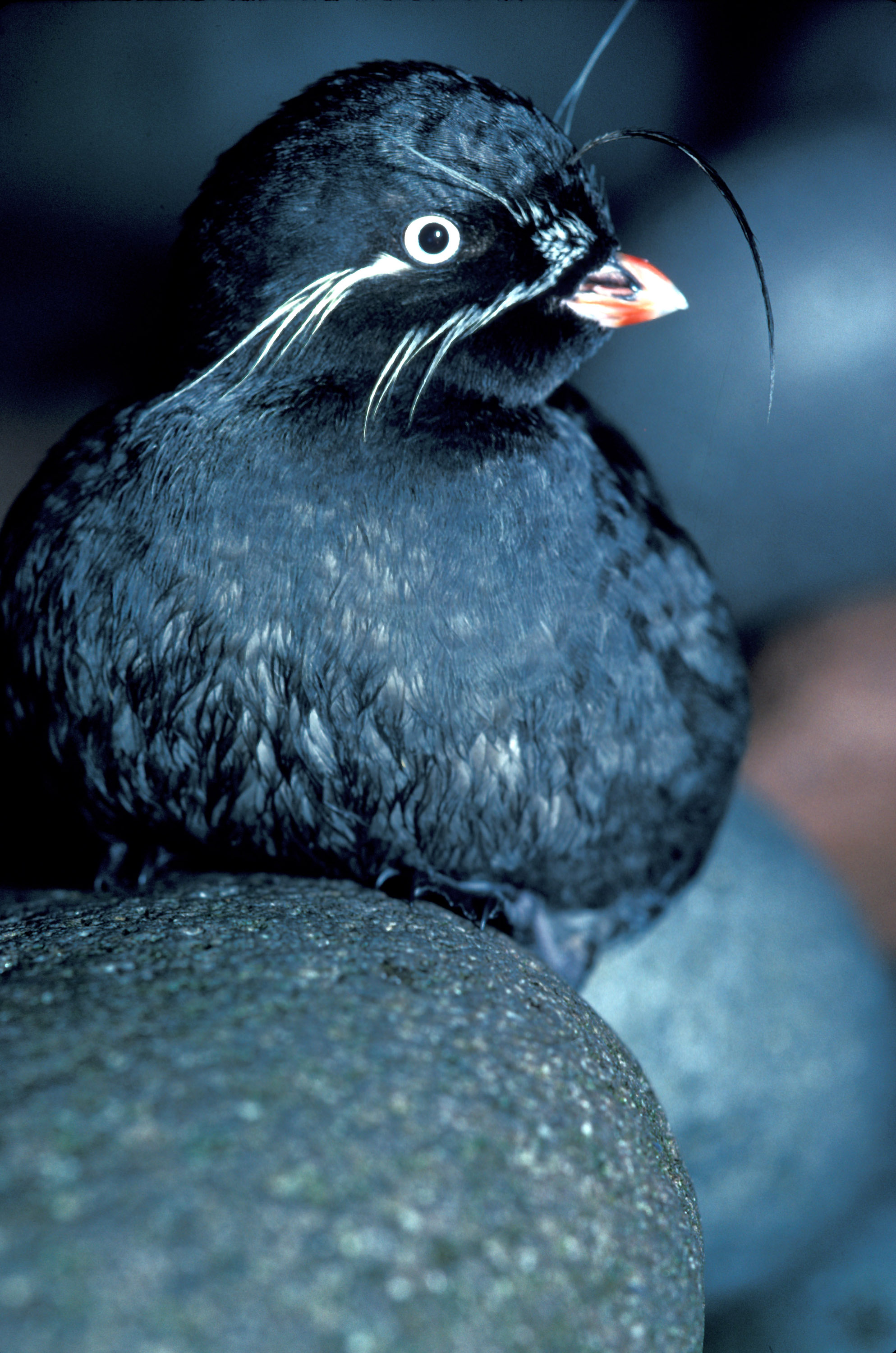
Малая конюга
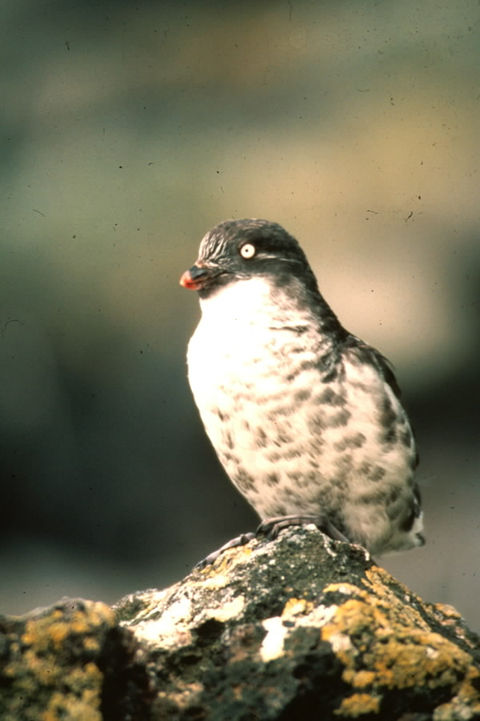
Конюга-крошка